# Giuseppe Castellano
Giuseppe Castellano, italijanski general, * 1893, † 1977.